# Форново Сан Джовани
Форно̀во Сан Джова̀но (на италиански: Fornovo San Giovanni; на ломбардски: Furnof, Фурноф) е малкло градче и община в Северна Италия, провинция Бергамо, регион Ломбардия. Разположено е на 109 m надморска височина. Населението на общината е 3437 души (към 2017 г.).